# Ditlev Gothard Monrad
Ditlev Gothard Monrad, född 24 november 1811 i Köpenhamn, Danmark, död 28 mars 1887, var en dansk biskop och nationalliberal politiker (statsminister).

## Karriär före enväldets fall
Ditlev Gothard Monrad avlade kandidatexamen i teologi 1836 och magisterexamen i semitiska språk 1838. Även om han under studenttiden umgicks med flera av de personer som kom att ha stor politisk betydelse var han själv inte politiskt aktiv förrän 1839, då han vid ett studentmöte utmärkte sig som talare.
Monrad var mellan april 1840 och juni 1841 en av redaktörerna för den nationalliberala tidningen Fædrelandet och gav själv ut flera flygblad som medförde att han blev censurerad och åtalad. Han var 1843 till 1846 redaktör för Dansk folkeblad, en tidning som var Selskabet for Trykkefrihedens rette Brugs organ.

## Tiden som minister och biskop
Monrad kom med i ständerförsamlingen 1846 och kom att ingå som kyrko- och undervisningsminister i marsministären efter enväldets fall i samband med marsoroligheterna i mars 1848. Monrad utarbetade under denna tid den nya grundlag (Danmarks rikes grundlag) som med ändringar fortfarande (2006) gäller.
Monrad blev präst på Lolland 1846 och biskop för Lollands-Falsters stift 1849 men avskedades från episkopatet 1854 på grund av sitt motstånd mot regeringen Ørsted. Han kom in i folketinget 1849 och behöll med undantag för en period sommaren 1853 sin plats till 1865; mellan 1850 och 1858 var han ordförande i folketingets finansutskott. Han satt i riksrådet 1846–1863.
Som överdirektör och departementschef för folkskoleväsendet var han en av männen bakom 1856 års skollag och blev i maj 1859 åter kyrko- och undervisningsminister. Han förlorade ministerposten i december samma år, men återkom i februari 1860 och behöll posten till 31 december 1863 då han istället blev statsminister.
Som statsminister försökte han undvika krig med Preussen och Österrike genom att erbjuda dem att han skulle dra tillbaka Novemberförfattningen men gick inte med på att låta kungen egenmäktigt upphäva den.
Under dansk-tyska kriget 1864 motsatte han sig de förslag som kommit fram vid Londonkonferensen. Efter att tyskarna tagit ön Als blev han avsatt. I folketinget kom han att fortsätta argumentera för att Danmark hellre skulle dela Slesvigs öde än att gå med på en fred där det blev tyskt.

## Efter dansk-tyska krigets slut
Monrad emigrerade 1865 till Nya Zeeland efter Danmarks nederlag i kriget. Där ägnade han sig åt lantbruk men återvände 1869. Han blev då först präst i en by utanför Köpenhamn innan han 1871 åter blev biskop i Lollands-Falsters stift, ett ämbete han behöll till sin död. Mellan 1882 och 1886 satt han åter i folketinget, efter att han tidigare från 1871 gjort misslyckade försök.